# Дискографія The Doors
Нижче подано повну дискографію американського рок-гурту The Doors.

## Альбоми

### Студійні альбоми
| 1967                                                                        | The Doors - Вихід: 4 січня - Лейбл: Elektra Records               | 2  | —  | 6 | 42 | 3  | 43 | 51 | — | 4  | 24 | 43 | Список - : 4×Платиновий : 3×Платиновий : Золотий : Платиновий : Золотий : Платиновий : 2×Платиновий |
| 1967                                                                        | Strange Days - Вихід: 25 вересня - Лейбл: Elektra Records         | 3  | —  | — | —  | 10 | —  | —  | — | —  | —  | —  | Список - : Платиновий : 2хЗолотий : Золотий                                                         |
| 1968                                                                        | Waiting for the Sun - Вихід: 3 липня - Лейбл: Elektra Records     | 1  | —  | — | 3  | 1  | 20 | —  | — | —  | —  | 16 | Список - : Платиновий : 2хЗолотий : Золотий                                                         |
| 1969                                                                        | The Soft Parade - Вихід: 18 липня - Лейбл: Elektra Records        | 6  | —  | — | 4  | 8  | 33 | —  | 4 | —  | —  | —  | Список - : Платиновий : Срібний                                                                     |
| 1970                                                                        | Morrison Hotel - Вихід: 9 лютого - Лейбл: Elektra Records         | 4  | 4  | — | 3  | 32 | —  | —  | 6 | 13 | —  | 12 | Список - : Платиновий : Платиновий : Платиновий : Золотий                                           |
| 1971                                                                        | L.A. Woman - Вихід: 19 квітня - Лейбл: Elektra Records            | 9  | 9  | — | 11 | 4  | —  | —  | 1 | 15 | —  | 28 | Список - : 2×Платиновий : 3×Платиновий : 2×Платиновий : 4×Платиновий : Платиновий : Золотий         |
| 1971                                                                        | Other Voices - Вихід: 18 жовтня - Лейбл: Elektra Records          | 31 | —  | — | 36 | —  | —  | —  | — | —  | —  | —  | —                                                                                                   |
| 1972                                                                        | Full Circle - Вихід: 15 серпня - Лейбл: Elektra Records           | 68 | —  | — | 26 | —  | —  | —  | — | —  | —  | —  | —                                                                                                   |
| 1978                                                                        | An American Prayer - Вихід: 17 листопада - Лейбл: Elektra Records | 54 | 80 | — | —  | —  | 79 | —  | — | 27 | —  | —  | Список - : 2×Платиновий                                                                             |
| «—» ставиться, якщо альбом не потрапив до чарту або не отримав сертифікацію |                                                                   |    |    |   |    |    |    |    |   |    |    |    | |

### Концертні альбоми
| 1970                                                                        | Absolutely Live - Вихід: 20 липня - Лейбл: Elektra Records                                                               | 8   | 20 | — | 10 | —  | —  | —  | —  | —  | —  | 69 | Список - : Золотий : Золотий              |
| 1983                                                                        | Alive, She Cried - Вихід: 17 жовтня - Лейбл: Elektra Records                                                             | 23  | —  | — | 20 | 14 | —  | 33 | 36 | 39 | —  | 36 | Список - : Золотий                        |
| 1987                                                                        | Live at the Hollywood Bowl - Вихід: Травень - Лейбл: Elektra Records                                                     | 154 | —  | — | 86 | —  | —  | —  | —  | —  | —  | 51 | —                                         |
| 1991                                                                        | In Concert - Вихід: 21 травня - Лейбл: Elektra Records                                                                   | 50  | 34 | 6 | —  | 35 | 12 | 46 | 45 | —  | 23 | 24 | Список - : Платиновий : Золотий : Срібний |
| 2000                                                                        | The Bright Midnight Sampler - Вихід: 25 вересня - Лейбл: Bright Midnight                                                 | —   | —  | — | —  | —  | —  | —  | —  | —  | —  | —  | —                                         |
| 2000                                                                        | Live in Detroit - Вихід: 23 жовтня - Лейбл: Bright Midnight                                                              | —   | —  | — | —  | —  | —  | —  | —  | —  | —  | —  | —                                         |
| 2000                                                                        | Bright Midnight: Live in America - Вихід: 17 листопада - Лейбл: Bright Midnight                                          | —   | —  | — | —  | —  | —  | —  | —  | —  | 79 | —  | —                                         |
| 2001                                                                        | Live in Hollywood: Highlights from the Aquarius Theater Performances - Лейбл: Bright Midnight                            | —   | —  | — | —  | —  | —  | —  | —  | —  | —  | —  | —                                         |
| 2001                                                                        | Live at the Aquarius Theatre: The First Performance - Вихід: 13 вересня - Лейбл: Bright Midnight                         | —   | —  | — | —  | —  | —  | —  | —  | —  | —  | —  | —                                         |
| 2001                                                                        | Live at the Aquarius Theatre: The Second Performance - Лейбл: Bright Midnight                                            | —   | —  | — | —  | —  | —  | —  | —  | —  | —  | —  | —                                         |
| 2002                                                                        | Backstage and Dangerous: The Private Rehearsal - Вихід: 23 січня - Лейбл: Bright Midnight                                | —   | —  | — | —  | —  | —  | —  | —  | —  | —  | —  | —                                         |
| 2002                                                                        | Live in Hollywood - Вихід: 13 серпня 23 січня - Лейбл: Bright Midnight                                                   | —   | —  | — | —  | —  | —  | —  | —  | —  | —  | —  | —                                         |
| 2005                                                                        | Live in Philadelphia '70 - Вихід: 29 листопада - Лейбл: Bright Midnight                                                  | —   | —  | — | —  | —  | —  | —  | —  | —  | —  | —  | —                                         |
| 2006                                                                        | Set the Night on Fire: The Doors Bright Midnight Archives Concerts - Вихід: 14 листопада - Лейбл: Bright Midnight        | —   | —  | — | —  | —  | —  | —  | —  | —  | —  | —  | —                                         |
| 2007                                                                        | Live in Boston - Вихід: 24 липня - Лейбл: Rhino Entertainment                                                            | 145 | —  | — | —  | —  | —  | —  | —  | —  | —  | —  | —                                         |
| 2008                                                                        | Live in Pittsburgh 1970 - Вихід: 4 березня - Лейбл: Rhino Entertainment                                                  | —   | —  | — | —  | —  | —  | —  | —  | —  | —  | —  | —                                         |
| 2008                                                                        | Live at the Matrix 1967 - Вихід: 18 листопада - Лейбл: Rhino Entertainment                                               | 191 | —  | — | —  | —  | —  | —  | —  | —  | —  | —  | —                                         |
| 2009                                                                        | Live in New York - Вихід: 17 листопада - Лейбл: Rhino Entertainment                                                      | —   | —  | — | —  | —  | —  | —  | —  | —  | —  | —  | —                                         |
| 2010                                                                        | Live in Vancouver 1970 - Вихід: 22 листопада - Лейбл: Rhino Entertainment                                                | —   | —  | — | —  | —  | —  | —  | —  | —  | —  | —  | —                                         |
| 2012                                                                        | Live at the Hollywood Bowl'68 - Вихід: 19 жовтня - Лейбл: Rhino Entertainment                                            | —   | —  | — | —  | —  | —  | —  | —  | —  | —  | —  | —                                         |
| 2013                                                                        | Strange Nights of Stone: The Doors Bright Midnight Archives Concerts Vol. II - Вихід: 19 жовтня - Лейбл: Bright Midnight | —   | —  | — | —  | —  | —  | —  | —  | —  | —  | —  | —                                         |
| 2016                                                                        | London Fog 1966 - Вихід: 9 грудня - Лейбл: Bright Midnight/Rhino Entertainment                                           | —   | —  | — | —  | —  | —  | —  | —  | —  | —  | —  | —                                         |
| 2018                                                                        | Live at the Isle of Wight Festival 1970 - Вихід: 23 лютого - Лейбл: Bright Midnight/Eagle Vision                         | —   | —  | — | —  | —  | —  | —  | —  | —  | —  | —  | —                                         |
| «—» ставиться, якщо альбом не потрапив до чарту або не отримав сертифікацію | |     |    |   |    |    |    |    |    |    |    |    |                                           |

### Збірки
| 1970                                                                        | 13 - Вихід: 30 листопада - Лейбл: Elektra Records                                                               | 25  | —  | —  | —   | 21 | —  | —  | —  | —  | —  | —  | —   | Список - : Платиновий                                                                               |
| 1972                                                                        | Weird Scenes Inside the Gold Mine - Вихід: 24 січня - Лейбл: Elektra Records                                    | 55  | —  | —  | —   | 34 | —  | —  | —  | —  | —  | —  | 50  | Список - : Золотий                                                                                  |
| 1973                                                                        | The Best of The Doors - Вихід: 10 вересня - Лейбл: Elektra Records                                              | 158 | —  | —  | —   | —  | —  | —  | —  | —  | —  | —  | —   | —                                                                                                   |
| 1980                                                                        | Greatest Hits - Вихід: 13 жовтня - Лейбл: Elektra Records                                                       | 17  | —  | —  | —   | 23 | —  | —  | —  | —  | —  | —  | —   | Список - : 3×Платиновий : 2×Платиновий : Золотий                                                    |
| 1985                                                                        | The Doors Classics - Вихід: Травень - Лейбл: Elektra Records                                                    | 124 | —  | —  | —   | —  | —  | 9  | —  | —  | —  | —  | —   | —                                                                                                   |
| 1985                                                                        | The Best of The Doors - Вихід: 20 липня - Лейбл: Elektra Records                                                | 32  | 17 | 4  | 95  | —  | —  | —  | —  | 14 | —  | 4  | 9   | Список - : Діамантовий (10×платиновий) : 6×Платиновий : Платиновий : Золотий : Золотий : Платиновий |
| 1996                                                                        | Greatest Hits (Розширений CD 1996) - Вихід: 15 жовтня - Лейбл: Elektra Records                                  | —   | —  | —  | 19  | —  | —  | —  | 57 | —  | —  | —  | 185 | Список - : 2×Платиновий : 5×Платиновий : Платиновий : Золотий : Срібний                             |
| 1999                                                                        | Essential Rarities - Вихід: 20 червня - Лейбл: Elektra Records                                                  | —   | —  | —  | —   | —  | —  | —  | —  | —  | —  | —  | —   | —                                                                                                   |
| 2000                                                                        | The Best of the Doors - Вихід: 5 грудня - Лейбл: Elektra Records                                                | —   | 3  | 19 | 17  | 17 | 73 | 23 | 50 | 38 | 11 | 17 | 9   | Список - : Платиновий : 6×Платиновий : Золотий : Платиновий : Платиновий                            |
| 2001                                                                        | The Very Best of The Doors - Вихід: 18 вересня - Лейбл: Rhino Entertainment                                     | 92  | —  | —  | —   | —  | —  | —  | —  | —  | —  | —  | —   | Список - : Срібний                                                                                  |
| 2001                                                                        | No One Here Gets Out Alive - Вихід: 20 листопада - Лейбл: Bright Midnight                                       | —   | —  | —  | —   | —  | —  | —  | —  | —  | —  | —  | —   | |
| 2003                                                                        | Legacy: The Absolute Best - Вихід: 12 серпня - Лейбл: Elektra Records/Rhino Entertainment                       | 63  | —  | —  | —   | —  | —  | 4  | —  | —  | —  | —  | —   | Список - : 2×Платиновий                                                                             |
| 2003                                                                        | Boot Yer Butt: The Doors Bootlegs - Вихід: грудень - Лейбл: Bright Midnight                                     | —   | —  | —  | —   | —  | —  | —  | —  | —  | —  | —  | —   | |
| 2007                                                                        | The Very Best of The Doors - Вихід: 25 вересня - Лейбл: Elektra Records/Rhino Entertainment                     | 113 | 25 | 16 | 10  | 12 | 49 | 8  | 81 | 12 | 49 | 36 | 15  | Список - : Золотий : 2×Платиновий : Платиновий                                                      |
| 2008                                                                        | The Future Starts Here: The Essential Doors Hits - Вихід: 29 січня - Лейбл: Elektra Records/Rhino Entertainment | 161 | —  | —  | 180 | —  | —  | —  | —  | —  | —  | —  | —   | Список - : Золотий                                                                                  |
| 2008                                                                        | The Platinum Collection - Вихід: 15 квітня - Лейбл: Elektra Records/Rhino Entertainment                         | —   | —  | —  | —   | —  | —  | —  | —  | —  | —  | —  | —   | —                                                                                                   |
| 2017                                                                        | The Singles - Вихід: 15 вересня - Лейбл: Elektra Records/Rhino Entertainment                                    | 147 | —  | 50 | 74  | —  | 29 | —  | 28 | 71 | —  | 87 | 77  | —                                                                                                   |
| «—» ставиться, якщо альбом не потрапив до чарту або не отримав сертифікацію | |     |    |    |     |    |    |    |    |    |    |    |     | |

### Бокс-сети
| Рік  | Подробиці                                                                         | Найвищі місця в чартах | Найвищі місця в чартах | Найвищі місця в чартах | Найвищі місця в чартах | Найвищі місця в чартах | Найвищі місця в чартах | Найвищі місця в чартах | Найвищі місця в чартах | Найвищі місця в чартах | Найвищі місця в чартах | Найвищі місця в чартах | Найвищі місця в чартах | Сертифікації          |
| Рік  | Подробиці                                                                         | США                    | АВС                    | АВТ                    | БЕЛ                    | КАН                    | ІСП                    | ФРА                    | НІМ                    | НІД                    | ШВЕ                    | ШВЕ                    | ВЕЛ                    | Сертифікації          |
| ---- | --------------------------------------------------------------------------------- | ---------------------- | ---------------------- | ---------------------- | ---------------------- | ---------------------- | ---------------------- | ---------------------- | ---------------------- | ---------------------- | ---------------------- | ---------------------- | ---------------------- | --------------------- |
| 1997 | The Doors: Box Set - Вихід: 28 жовтня - Лейбл: Elektra Records                    | 65                     | —                      | —                      | —                      | —                      | —                      | —                      | —                      | —                      | —                      | —                      | 194                    | Список - : Платиновий |
| 1999 | The Complete Studio Recordings - Вихід: 9 листопада - Лейбл: Elektra Records      | —                      | —                      | —                      | —                      | —                      | —                      | —                      | —                      | —                      | —                      | —                      | —                      | —                     |
| 2006 | Perception - Вихід: 21 листопада - Лейбл: Elektra Records                         | —                      | —                      | —                      | —                      | —                      | —                      | —                      | —                      | —                      | —                      | —                      | —                      | —                     |
| 2008 | The Doors: Vinyl Box Set - Вихід: 22 квітня - Лейбл: Elektra Records              | —                      | —                      | —                      | —                      | —                      | —                      | —                      | —                      | —                      | —                      | —                      | —                      | —                     |
| 2011 | A Collection - Вихід: 5 липня - Лейбл: Rhino Entertainment                        | —                      | —                      | —                      | 55                     | —                      | 48                     | 146                    | —                      | —                      | —                      | —                      | —                      | Список - : Платиновий |
| 2013 | The Doors Infinite - Вихід: 5 лютого - Лейбл: Elektra Records/Rhino Entertainment | —                      | —                      | —                      | —                      | —                      | —                      | —                      | —                      | —                      | —                      | —                      | —                      | —                     |
| 2013 | The Doors Singles Box - Вихід: 2 липня - Лейбл: Wea Japan                         | —                      | —                      | —                      | —                      | —                      | —                      | —                      | —                      | —                      | —                      | —                      | —                      | —                     |

### Саундтрек
| 1991                                                                        | The Doors (саундтрек) - Вихід: 5 березня - Лейбл: Elektra Records                                 | 8   | 11 | 4 | — | 9 | — | — | 6 | — | — | — | 11 | Список - : Платиновий : Золотий |
| 2010                                                                        | When You're Strange: Music from the Motion Picture - Вихід: 6 квітня - Лейбл: Rhino Entertainment | 156 | —  | — | — | — | — | — | — | — | — | — | —  | —                               |
| «—» ставиться, якщо альбом не потрапив до чарту або не отримав сертифікацію |                                                                                                   |     |    |   |   |   |   |   |   |   |   |   |    |                                 |

## Сингли
| 1967                                                                        | Break On Through (To the Other Side) / End of the Night                    | 126 | —  | —  | —  | —  | 8  | —  | —  | 28 | —  | 64 | : Золотий              | The Doors           |
| 1967                                                                        | Light My Fire / The Crystal Ship                                           | 1   | 1  | 16 | —  | 2  | 1  | —  | 25 | 7  | —  | 7  | : Платиновий : Золотий | The Doors           |
| 1967                                                                        | People Are Strange / Unhappy Girl                                          | 12  | 10 | —  | —  | 1  | —  | —  | —  | 9  | —  | —  | —                      | Strange Days        |
| 1967                                                                        | Love Me Two Times / Moonlight Drive                                        | 25  | 25 | —  | —  | 31 | —  | —  | —  | —  | —  | —  | —                      | Strange Days        |
| 1968                                                                        | The Unknown Soldier / We Could Be So Good Together                         | 39  | 22 | —  | —  | 33 | —  | —  | 23 | —  | —  | —  | —                      | Waiting for the Sun |
| 1968                                                                        | Hello, I Love You / Love Street                                            | 1   | 1  | —  | —  | 1  | —  | 33 | 14 | 12 | 10 | 15 | : Золотий              | Waiting for the Sun |
| 1968                                                                        | Touch Me / Wild Child                                                      | 3   | 1  | 10 | 16 | 1  | —  | 39 | 21 | 6  | 10 | —  | : Золотий              | The Soft Parade     |
| 1969                                                                        | Wishful Sinful / Who Scared You?                                           | 44  | 28 | —  | —  | 27 | —  | —  | —  | —  | —  | —  | —                      | The Soft Parade     |
| 1969                                                                        | Tell All the People / Easy Ride                                            | 57  | 33 | —  | —  | 32 | —  | —  | —  | —  | —  | —  | —                      | The Soft Parade     |
| 1969                                                                        | Runnin' Blue / Do It                                                       | 64  | 40 | —  | —  | 24 | —  | —  | —  | —  | —  | —  | —                      | The Soft Parade     |
| 1970                                                                        | You Make Me Real / Roadhouse Blues                                         | 50  | 40 | 26 | —  | 41 | —  | —  | —  | —  | —  | —  | —                      | Morrison Hotel      |
| 1971                                                                        | Love Her Madly / You Need Meat (Don't Go No Further)                       | 11  | 7  | 6  | —  | 3  | 10 | —  | 4  | —  | —  | —  | —                      | L.A. Woman          |
| 1971                                                                        | Riders on the Storm / The Changeling                                       | 14  | 12 | 10 | —  | 7  | 1  | 28 | 7  | 20 | —  | 22 | : Срібний              | L.A. Woman          |
| 1971                                                                        | Tightrope Ride / Variety is the Spice of Life                              | 71  | 64 | —  | —  | 56 | —  | —  | 27 | —  | —  | —  | —                      | Other Voices        |
| 1971                                                                        | Ships with Sails / In the Eye of the Sun                                   | —   | —  | —  | —  | —  | —  | —  | —  | —  | —  | —  | —                      | Other Voices        |
| 1972                                                                        | The Mosquito / It Slipped My Mind                                          | 85  | —  | —  | 15 | 73 | —  | 25 | 18 | —  | —  | —  | —                      | Full Circle         |
| 1972                                                                        | Get Up and Dance / Treetrunk                                               | —   | —  | —  | —  | —  | —  | —  | —  | —  | —  | —  | —                      | Full Circle         |
| 1972                                                                        | The Piano Bird / Good Rockin                                               | —   | —  | —  | —  | —  | —  | —  | —  | —  | —  | —  | —                      | Full Circle         |
| 1979                                                                        | Roadhouse Blues (live) / Albinoni's Adagio in G Minor (The Severed Garden) | —   | —  | —  | —  | —  | —  | —  | —  | —  | —  | —  | —                      | An American Prayer  |
| 1980                                                                        | People Are Strange / Not to Touch the Earth                                | —   | —  | —  | —  | —  | —  | —  | —  | —  | —  | —  | —                      | Greatest Hits       |
| 1983                                                                        | Gloria / Moonlight Drive (live)                                            | 71  | —  | —  | —  | —  | —  | —  | —  | —  | —  | —  | —                      | Alive, She Cried    |
| «—» ставиться, якщо альбом не потрапив до чарту або не отримав сертифікацію |                                                                            |     |    |    |    |    |    |    |    |    |    |    |                        |                     |